# ハザードランプ (映画)
『ハザードランプ』は、2022年4月15日に公開が予定されていた日本の映画。監督は榊英雄、主演は安田顕と山田裕貴。監督の榊による性暴力が発覚したために公開中止となった。

## 製作
主演の安田と山田は2019年放送の連続テレビ小説『なつぞら』で父子役を演じており、安田は代行ドライバーの須貝泰晴、山田はその相棒である刈谷臨を演じる。榊にとって安田とは2018年放送のドラマ『ミステリースペシャル 満願 第二夜『夜警』』に続く二度目のタッグとなる他、脚本を手掛けた清水匡とは2017年公開の映画『アリーキャット』以来のタッグとなる。
撮影は敦賀市、小浜市など福井県嶺南地方の6市町村で、首都圏1都3県に新型コロナウイルス感染拡大に伴う緊急事態宣言が再発出された中の2021年2月1日～2月21日にかけて行われた。撮影前には俳優とスタッフ全員が新型コロナウイルスのPCR検査を受診して全員の陰性を確認し、福井県とも想定されるリスクと対応を事前協議の末、撮影前に事前確認をして了承を得た上で対策を徹底して撮影された。地元・敦賀市出身の大和田伸也、福井市出身の津田寛治も出演している。

## あらすじ
地方都市でひっそりと生きるベテラン代行ドライバー・須貝泰晴が、一癖ある新人の相棒・刈谷臨とタッグを組む中、隠された互いの過去が交錯する。

## キャスト
- 須貝泰晴：安田顕
- 刈谷臨：山田裕貴
- 美乃梨：松本若菜[8]
- ズーコ：中村中[8]
- 佳菜子：阿部純子[8]
- 山野海[9]
- 佐々木春香
- ミスターちん
- 辻凪子
- 溝口琢矢
- 永島聖羅
- 遠藤雄弥
- 真魚
- 丸本凛
- 森岡豊
- 長岩健人
- 吉井：大和田伸也[8]
- 高木：津田寛治[8]
- 冨山：六平直政[8]
- 相田：金田明夫[8]
- 黒沢：石倉三郎[8]

## スタッフ
- 監督：榊英雄
- 脚本：清水匡
- 音楽：和（IZUMI）
- 製作：與田尚志、森田篤
- エグゼクティブプロデューサー：加藤和夫
- プロデューサー：中野剛、加藤毅
- 撮影：早坂伸
- 照明：大庭郭基
- 美術：山下修侍
- 録音：高須賀健吾
- 編集：清野英樹
- 衣装：松下麗子
- ヘアメイク：木戸出香
- 助監督：サノキング
- 制作担当：長島紗知
- 協力：福井県、若狭湾観光連盟、嶺南広域行政組合、「海湖と歴史の若狭路」発信事業実行委員会、敦賀市、小浜市、美浜町、高浜町、おおい町、若狭町、福井放送、fuプロダクション
- 配給：東映ビデオ
- 制作プロダクション：UNITED PRODUCTIONS
- 制作協力：ファミリーツリー
- 製作：「ハザードランプ」製作委員会（東映ビデオ、UNITED PRODUCTIONS）